# ジヤトコ前駅
ジヤトコ前駅（ジャトコまええき）は、静岡県富士市依田原町にある岳南電車岳南鉄道線の駅である。副称はジヤトコ1地区前（ジャトコいっちくまえ）。駅番号はGD02。
隣の吉原駅とは2.3 km離れており、線内で最も駅間距離が長い。

## 歴史
以前の駅名は日産前駅（にっさんまええき）といい、日産自動車の吉原工場が近くにあったが、1999年（平成11年）6月に同工場の業務がジヤトコ株式会社に営業譲渡され、同社の工場となった。そのため2005年（平成17年）4月、実情に即し駅名が変更された。

### 年表
- 1949年（昭和24年）11月18日：岳南鉄道の日産前駅として開業。
- 2005年（平成17年）4月1日：ジヤトコ前駅に改称。
- 2013年（平成25年）4月1日：経営移管に伴い、岳南電車の駅となる。

## 駅構造
単式ホーム1面1線のみを有する地上駅。ホームは線路の南側に配置されている。駅舎は設置されておらず、無人駅である。かつては、列車交換可能駅となっていた。

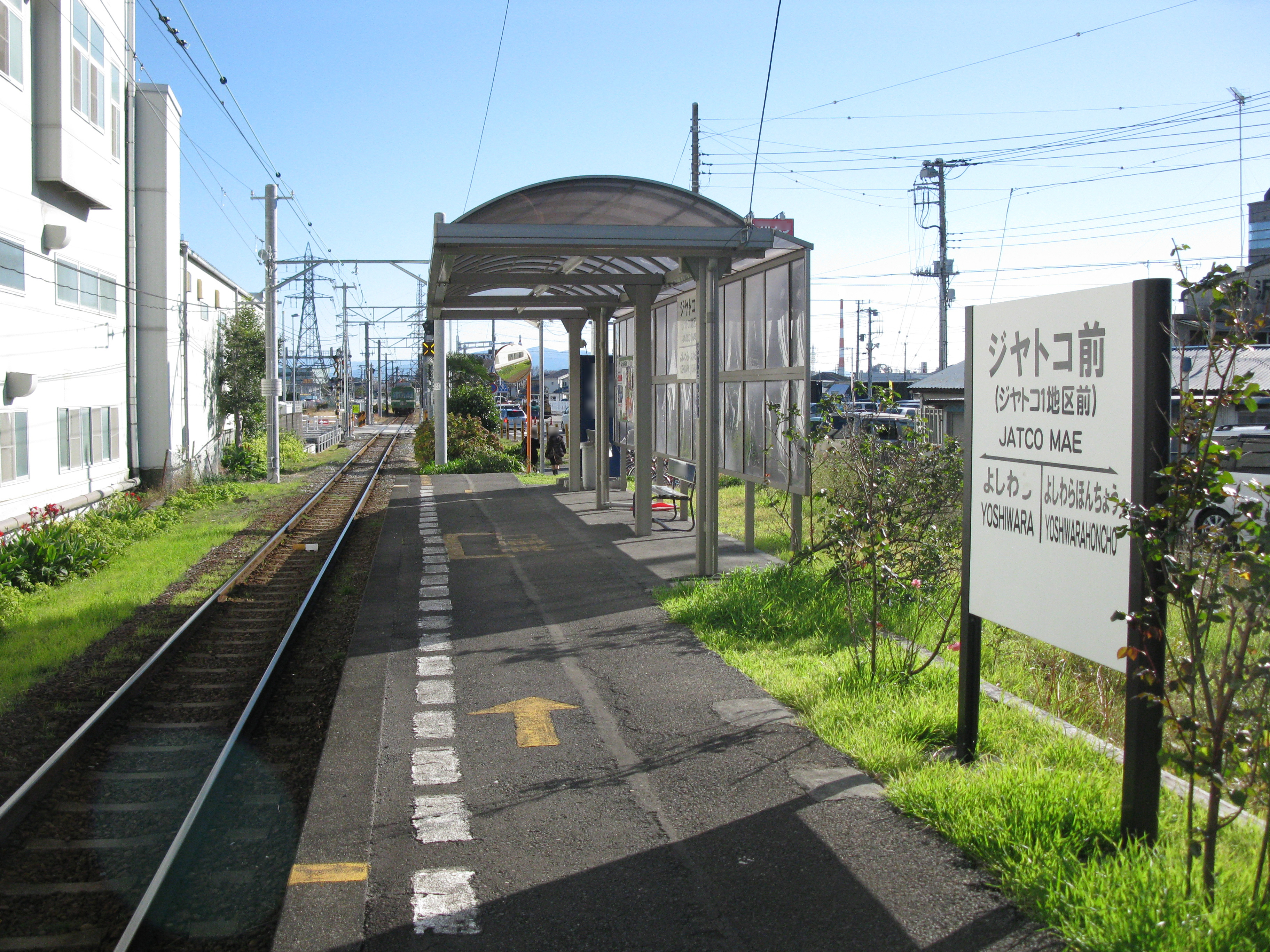
ホーム（2010年12月）
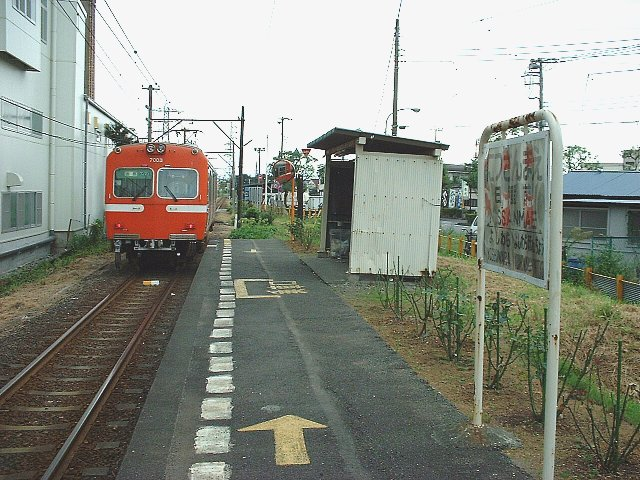
改称前のホーム（2003年9月）

## 利用状況
「静岡県統計年鑑」によれば、1日平均の乗降人員は以下の通りである。
| 年度   | 一日平均 乗車人員 | 一日平均 乗降人員 |
| ------ | ----------------- | ----------------- |
| 2001年 | 18                | 35                |
| 2002年 | 18                | 36                |
| 2003年 | 18                | 35                |
| 2004年 | 18                | 34                |
| 2005年 | 21                | 38                |
| 2006年 | 23                | 43                |
| 2007年 | 21                | 39                |
| 2008年 | 21                | 52                |
| 2009年 | 24                | 85                |
| 2010年 | 22                | 81                |
| 2011年 | 19                | 78                |
| 2012年 | 25                | 88                |
| 2013年 | 27                | 95                |
| 2014年 | 29                | 96                |
| 2015年 | 28                | 93                |
| 2016年 | 54                | 105               |
| 2017年 | 81                | 115               |
| 2018年 | 83                | 118               |
| 2019年 | 87                | 124               |
| 2020年 | 75                | 112               |
| 2021年 | 91                | 143               |
| 2022年 | 87                | 136               |
| 2023年 | 105               | 168               |

## 駅周辺
駅北側は工業地と住宅地、駅南側は警察署やロードサイド店舗などで構成される。工場は南北に数か所ある。
- 富士警察署
- 富士市教育プラザ
- ジヤトコ（駅付近は富士第1地区[2]）
- イデペーパー コンバーティング
- 田子浦パルプ
- 国道139号
- 富士市コミュニティバス「うるおい」岳鉄ジヤトコ前停留所
- ザ・ビッグ 富士荒田島店

## 隣の駅
岳南電車
■岳南鉄道線
吉原駅 (GD01) - （左富士信号所） - ジヤトコ前駅 (GD02) - 吉原本町駅 (GD03)